# 順敬太后
順敬太后（순경태후，1222年—1237年），金氏，慶州人，莊翼公金若先之女。
高麗高宗二十二年（1235年）被封為太子妃，次年，生忠烈王。高宗二十四年（1237年）七月二十九日去世，得年16歲（虛歲），號敬穆賢妃。高麗元宗三年（1262年）追封爲靜順王后。忠烈王卽位，追尊為順敬太后。忠宣王二年元武宗降制追封高麗王妃。

## 家族
- 曾祖父：金鳳毛
- 曾外祖父：崔忠獻
  - 祖父：金台瑞
  - 外祖父：崔瑀
    - 父：金若先
      - 夫：高丽元宗
        - 子：忠烈王

      - 兄弟：金敉

    - 叔父：金慶孫
      - 堂弟：金琿

    - 舅父：崔沆

## 東宮妃主諡冊文[3]
維大歲丁酉十月朔己卯初七日乙酉。王若曰。天不畀年。愴矣英靈之奄逝。諡能成德。欲其芳迹之丕掦。咨爾敬穆賢妃金氏。千年故國之王孫。三葉功臣之侯閥。夙將婉孌。升配元良。謂成內助之功。增耀重暉之德。何遽嬰於危頓。曾不假於須臾。脫可挽牽。奈此迫忽。始來兮猶月未滿。倐往兮如花易凋。不圖至斯。何嗟及矣。噫閱世猶無幾歲。况入宮纔及數年。旣得生男之祥。尋臻誕女之慶。凡事大早。惟朕自疑。果於乃齡。而有斯故。嗚呼。禮莫爲重。宜豐送往之儀。行所由生。將擧易名之典。今遣太尉具官某，大常卿具官某等。備禮冊命贈諡曰某。汗青筠而灑翰。代彤管之流輝。二字之稱。萬世之美。貞魂如在。懿冊是膺。嗚呼哀哉。

## 東宮妃主哀冊文[3]
維大歲丁酉七月二十九日戊寅。敬穆賢妃金氏。感疾薨于社堂里之私舍。卽移殯于京南之本弟。越十月初七日乙酉。葬于嘉陵。禮也。龜兆叶時。鷖軒戒道。捨爾金屋。卽于松阡。禮視后儀。光生國路。念儲闈之摽擗。增予志之痛悲。何以寵之。唯此詞耳。其詞曰。天降金櫃。慶源肇啓。的脉相承。爾則其裔。外家維何。世誓帶礪。積善所鍾。流芳不替。婉婉淑媛。柔順且惠。如蘭之秀。如玉之麗。儷體元儲。符會神契。謂宜承家。而克永世。云何不祿。倐然長逝。二七來嬪。二八迺去。其閒相距。能有幾許。一刹那頃。哀榮皆備。亦旣爲國。篤生繼嗣。孰又擠之。奄忽至此。噫。要其賢德。人天一揆。帝豈有命。遽迫致耶。嗚呼哀哉。行色不停。壽原漸邇。聽嘶挽其齊揚。望搖旌其曷指。風淒切兮相哀音。煙慘澹兮增愁思。吁可言哉。從此邈矣。伊朕之痛如玆。元子之志何似。嗚呼哀哉。